# Guerra Civil durant el Mandat Britànic de Palestina
La Guerra Civil durant el Mandat Britànic de Palestina s'inicia el 30 de novembre de 1947 després que la signatura del Pla de l'ONU per la partició de Palestina i dura fins al 14 de maig de 1948, dia en què s'acaba el Mandat Britànic de Palestina.
L'endemà, 15 de maig de 1948, es crea l'Estat d'Israel i comença la guerra araboisraeliana de 1948.